# Черешова задушница
Черешова задушница (Спасовска задушница, Душница, пловдив. Банско одуше) е съботният ден пред Петдесетница, втората Задушница за годината.
Той е ден в памет на всички починали православни християни и наричан още Спасовска задушница. Свързан е с поверието за прибирането на душите на всички покойници, които са били на свобода след Велики четвъртък.
След Възнесението на Господ входът на царството небесно – раят, е отворен. Затова в този ден Църквата усърдно се моли през него да влязат починалите с вяра. На Петдесетница са дадени даровете на Светия Дух, които очистват от всяка сквернота. На задушница камбаната бие траурно – с отмерен удар, да напомни за грижата за мъртвите. Богослужебното правило е по-особено, с усърдни молитви за починалите.
В източното православие в една календарна година има 4 задушници – преди Месни заговезни, след Спасовден, около Димитровден и Архангеловден.[източник? (Поискан днес)] На тези поминални дни близките на починалите посещават гроба, преливат го с вино, прекадяват го с тамян и след това раздават на присъстващите жито и храна за „Бог да прости мъртвите души“.